# Карло Волошинський
Карло Волошинський (26 жовтня 1846, Каньчуга, Австрійська імперія — 21 листопада 1924, Перемишль, Польська Республіка) — греко-католицький священник, митрат, член капітули та консисторії Перемиської єпархії, капітульний вікарій Перемиської єпархії після смерті Костянтина Чеховича, полонофіл і прихильник тісної співпраці греко-католицької церкви з польською римо-католицькою.

## Життєпис
Народився в 1846 році у сім'ї Михайла Волошинського і Юліанни Шимчакевич у містечку Каньчуга у Переворському повіті, де у цей час проживало багато українців. У сім'ї Волошинських, крім Карла, було ще шість синів:
- Ігнатій (1840—1904) — бурмістр Каньчуги
- Едуард (1844 — ?)
- Йосип (1851 — ?) — одружився і жив у Каньчузі
- Петро (1853—1859) — помер дитиною
- Станіслав (1857—1859) — помер дитиною
- Леопольд (1860—1864) — помер дитиною

Висвячений на священника у 1873 році. Вперше згадка про Карло Волошинського зустрічається у шематизмі 1874 року в Старосільському деканаті. Був одружений, проте близько 1874 року овдовів.
Був сотрудником на парафії у Старій Солі. У 1875 році був переведений на незалежного сотрудника у селі Острів у Перемиському деканаті. З 1880 року переведений до Перемишля, де став членом консисторії Перемишльської єпархії, а також був професором у Перемиській семінарії.
У наступні роки церковна кар'єра Карло Волошинського стрімко розвивалась. Він стає членом капітули Перемиської єпархії, де у період 1887—1898 років виконує обов'язки схоласта — відповідальний за розвиток шкільної освіти у межах єпархії.
Після смерті Перемиського єпископа Костянтина Чеховича у 1915 році протягом кількох місяців був капітульним вікарієм Перемиської єпархії до моменту обрання нового єпископа Йосафата Коциловського.
У 1923 році у нього відбувся гострий конфлікт із перемиським єпископом Йосафатом Коциловським. У звіті від 7 червня 1924 року воєводи Водзіцького до міністра духовних віросповідань та народної освіти у Варшаві, причиною цього були розбіжності у політичних та національних питаннях. Мова йде про полонофільські симпатії Карла Волошинського, який був прихильником зближення українських греко-католиків з польськими католиками. Коциловський відсторонив його від посад у капітулі та консисторії.
Кароль Волошинський помер 21 листопада 1924 року. У свідоцтві про смерть причиною смерті зазначається виснаження. Запис міститься у метричній книзі греко-католицької парафії Перемишля на передмістя Вільче Перекопана. Могила знаходиться на головному кладовищі в Перемишлі (секція 10, ряд 10, могила № 11).